# Буон Рипозо (Латина)
Буон Рипозо је насеље у Италији у округу Латина, региону Лацио.
Према процени из 2011. у насељу је живело 184 становника. Насеље се налази на надморској висини од 64 м.